# Lista de canções número um na Top 100 Brasil em 2022
Esta é uma lista de canções que atingiram o número um da tabela musical Top 100 Brasil em 2022. A lista é publicada semanalmente pela empresa Crowley Broadcast Analysis, que recolhe os dados e divulga as cem faixas mais executadas nas estações de rádios do país. As músicas, de repertório nacional e internacional e de variados gêneros, são avaliadas através da grade da companhia supracitada, que compreende as cidades de São Paulo, Rio de Janeiro, Campinas, Ribeirão Preto, Brasília, Belo Horizonte, Curitiba, Porto Alegre, Recife, Salvador, Florianópolis, Fortaleza, Goiânia, Campo Grande, Cuiabá e as mesorregiões do Triângulo Mineiro, Vale do Paraíba e Litoral Paulista.
De acordo com a Crowley, "Termina Comigo Antes", de Gusttavo Lima, foi a canção mais executada no ano de 2022 nas rádios brasileiras, liderando o ranking por 14 semanas consecutivas entre maio e agosto.

## Histórico

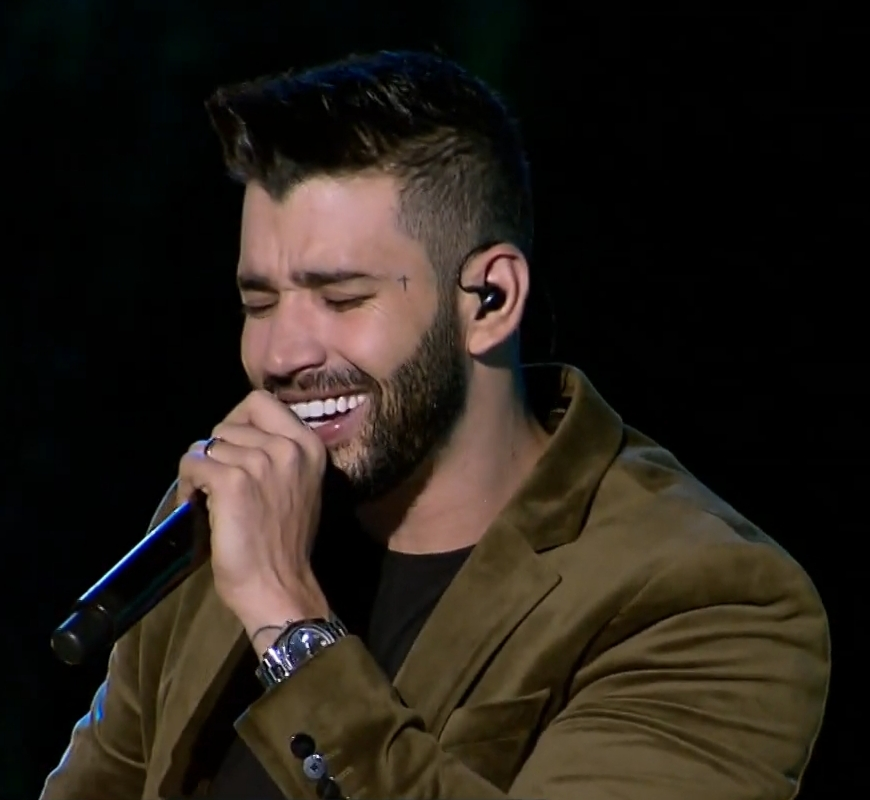
Gusttavo Lima (na imagem) teve as duas canções mais executadas em 2022 nas rádios brasileiras, de acordo com a Crowley: "Termina Comigo Antes" e "Bloqueado".

| † | Indica o single mais executado de 2022. |

| Semana de       | Canção                   | Artista(s)                                                       | Execuções | Ref.        |
| --------------- | ------------------------ | ---------------------------------------------------------------- | --------- | ----------- |
| 3 de janeiro    | "Vai Lá Em Casa Hoje"    | George Henrique & Rodrigo (com participação de Marília Mendonça) | 2 438     | —           |
| 10 de janeiro   | "Vai Lá Em Casa Hoje"    | George Henrique & Rodrigo (com participação de Marília Mendonça) | 2 414     | —           |
| 17 de janeiro   | "Bloqueado"              | Gusttavo Lima                                                    | 3 221     | [ 3 ] [ 4 ] |
| 24 de janeiro   | "Bloqueado"              | Gusttavo Lima                                                    | 2 845     | [ 3 ] [ 4 ] |
| 31 de janeiro   | "Bloqueado"              | Gusttavo Lima                                                    | 3 072     | [ 3 ] [ 4 ] |
| 7 de fevereiro  | "Bloqueado"              | Gusttavo Lima                                                    | 2 969     | [ 3 ] [ 4 ] |
| 14 de fevereiro | "Bloqueado"              | Gusttavo Lima                                                    | 2 938     | [ 3 ] [ 4 ] |
| 21 de fevereiro | "Bloqueado"              | Gusttavo Lima                                                    | 2 897     | [ 3 ] [ 4 ] |
| 28 de fevereiro | "Bloqueado"              | Gusttavo Lima                                                    | 2 970     | [ 3 ] [ 4 ] |
| 7 de março      | "Bloqueado"              | Gusttavo Lima                                                    | 3 045     | [ 3 ] [ 4 ] |
| 14 de março     | "Bloqueado"              | Gusttavo Lima                                                    | 3 012     | [ 3 ] [ 4 ] |
| 21 de março     | "Bloqueado"              | Gusttavo Lima                                                    | 3 183     | [ 3 ] [ 4 ] |
| 28 de março     | "Bloqueado"              | Gusttavo Lima                                                    | 3 325     | [ 3 ] [ 4 ] |
| 4 de abril      | "Bloqueado"              | Gusttavo Lima                                                    | 3 151     | [ 3 ] [ 4 ] |
| 11 de abril     | "Bloqueado"              | Gusttavo Lima                                                    | 3 207     | [ 3 ] [ 4 ] |
| 18 de abril     | "Abalo Emocional"        | Luan Santana                                                     | 3 104     |             |
| 25 de abril     | "Abalo Emocional"        | Luan Santana                                                     | 3 118     |             |
| 2 de maio       | "Abalo Emocional"        | Luan Santana                                                     | 3 032     |             |
| 9 de maio       | "Conselho Bom"           | Diego & Victor Hugo (com a participação de Maiara & Maraísa)     | 2 729     |             |
| 16 de maio      | "Sofrimento Antecipado"  | Gustavo Mioto                                                    | 2 566     |             |
| 23 de maio      | "Termina Comigo Antes" † | Gusttavo Lima                                                    | 3 660     |             |
| 30 de maio      | "Termina Comigo Antes" † | Gusttavo Lima                                                    | 3 225     |             |
| 6 de junho      | "Termina Comigo Antes" † | Gusttavo Lima                                                    | 3 281     |             |
| 13 de junho     | "Termina Comigo Antes" † | Gusttavo Lima                                                    | 3 258     |             |
| 20 de junho     | "Termina Comigo Antes" † | Gusttavo Lima                                                    | 3 214     |             |
| 27 de junho     | "Termina Comigo Antes" † | Gusttavo Lima                                                    | 3 220     |             |
| 4 de julho      | "Termina Comigo Antes" † | Gusttavo Lima                                                    | 3 310     |             |
| 11 de julho     | "Termina Comigo Antes" † | Gusttavo Lima                                                    | 3 262     |             |
| 18 de julho     | "Termina Comigo Antes" † | Gusttavo Lima                                                    | 3 199     |             |
| 25 de julho     | "Termina Comigo Antes" † | Gusttavo Lima                                                    | 3 197     |             |
| 1 de agosto     | "Termina Comigo Antes" † | Gusttavo Lima                                                    | 3 195     |             |
| 8 de agosto     | "Termina Comigo Antes" † | Gusttavo Lima                                                    | 3 072     |             |
| 15 de agosto    | "Termina Comigo Antes" † | Gusttavo Lima                                                    | 3 361     |             |
| 22 de agosto    | "Termina Comigo Antes" † | Gusttavo Lima                                                    | 2 935     |             |
| 29 de agosto    | "Haja Colírio"           | Guilherme & Benuto (com participação de Hugo & Guilherme)        | 2 865     |             |
| 5 de setembro   | "Haja Colírio"           | Guilherme & Benuto (com participação de Hugo & Guilherme)        | 2 721     |             |
| 12 de setembro  | "Haja Colírio"           | Guilherme & Benuto (com participação de Hugo & Guilherme)        | 2 746     |             |
| 19 de setembro  | "Beijo de Glicose"       | Diego & Victor Hugo (com participação de Jorge & Mateus)         | 2 812     |             |
| 26 de setembro  | "Haja Colírio"           | Guilherme & Benuto (com participação de Hugo & Guilherme)        | 2 777     |             |
| 3 de outubro    | "Haja Colírio"           | Guilherme & Benuto (com participação de Hugo & Guilherme)        | 3 070     |             |
| 10 de outubro   | "Beijo de Glicose"       | Diego & Victor Hugo (com participação de Jorge & Mateus)         | 3 021     |             |
| 17 de outubro   | "Beijo de Glicose"       | Diego & Victor Hugo (com participação de Jorge & Mateus)         | 2 874     |             |
| 24 de outubro   | "Beijo de Glicose"       | Diego & Victor Hugo (com participação de Jorge & Mateus)         | 3 001     |             |
| 31 de outubro   | "Beijo de Glicose"       | Diego & Victor Hugo (com participação de Jorge & Mateus)         | 2 782     |             |
| 7 de novembro   | "Beijo de Glicose"       | Diego & Victor Hugo (com participação de Jorge & Mateus)         | 2 716     |             |
| 14 de novembro  | "Beijo de Glicose"       | Diego & Victor Hugo (com participação de Jorge & Mateus)         | 3 005     |             |
| 21 de novembro  | "Beijo de Glicose"       | Diego & Victor Hugo (com participação de Jorge & Mateus)         | 2 656     |             |
| 28 de novembro  | "Beijo de Glicose"       | Diego & Victor Hugo (com participação de Jorge & Mateus)         | 2 891     |             |
| 5 de dezembro   | "Esse B.O. é Meu"        | Guilherme & Benuto (com participação de Matheus & Kauan)         | 3 000     |             |
| 12 de dezembro  | "Beijo de Glicose"       | Diego & Victor Hugo (com participação de Jorge & Mateus)         | 2 738     |             |
| 19 de dezembro  | "Esse B.O. é Meu"        | Guilherme & Benuto (com participação de Matheus & Kauan)         | 2 556     |             |
| 26 de dezembro  | "Esse B.O. é Meu"        | Guilherme & Benuto (com participação de Matheus & Kauan)         | 2 627     |             |